# Money in the Bank (2016)
Money in the Bank (2016) foi um evento de wrestling profissional produzido pela WWE e transmitido em formato pay-per-view e pelo WWE Network, que ocorreu em 19 de junho de 2016, no T-Mobile Arena, no subúrbio de Las Vegas em Paradise, Nevada. Este foi o sétimo evento da cronologia do Money in the Bank e o sexto pay-per-view no calendário de 2016 da WWE.
Onze lutas foram disputadas no evento, com duas lutas sendo disputadas no pré-show. O evento principal viu Seth Rollins derrotar Roman Reigns para vencer o WWE World Heavyweight Championship, no entanto, Dean Ambrose usou seu contrato do Money in the Bank que ele havia ganho no início do evento para derrotar Rollins pelo título. Também no evento, AJ Styles derrotou John Cena. Dois dias depois do Money in the Bank, o ex-campeão Roman Reigns foi suspenso por violar o Programa de Bem-Estar da WWE.

## Produção

### Conceito
O Money in the Bank é uma gimmick anual de pay-per-view produzido pela WWE desde 2010 e geralmente realizado entre junho e julho. O conceito do show vem da luta de escadas do Money in the Bank, em que vários lutadores usam escadas para recuperar uma pasta pendurada acima do ringue. A pasta contém um contrato que garante ao vencedor uma luta por um título mundial a qualquer momento dentro do próximo ano. Para 2016, o vencedor recebeu um contrato para um combate pelo WWE World Heavyweight Championship, mais tarde renomeado para WWE Championship quando a promoção reintroduziu a extensão de marcas em julho, onde a WWE novamente dividiu seu plantel entre as marcas Raw e SmackDown. O evento de 2016 foi o sétimo evento da cronologia do Money in the Bank.

### Rivalidades
O evento consistiu em 11 lutas, incluindo duas no pré-show, que resultaram de enredos roteirizados, onde os lutadores retratavam vilões, heróis ou personagens menos distinguíveis em eventos roteirizados que criaram tensão e culminaram em uma luta ou série de lutas, com resultados pré-determinados pelos escritores da WWE, enquanto as histórias foram desenvolvidas nos principais programas de televisão da WWE, Raw e SmackDown.
Em 4 de novembro de 2015, Seth Rollins foi forçado a desocupar o WWE World Heavyweight Championship devido a uma lesão. Rollins retornou em 22 de maio de 2016 no Extreme Rules, atacando o campeão Roman Reigns após sua defesa do título contra AJ Styles. Na noite seguinte no Raw, Shane McMahon deu a Rollins uma luta pelo título contra Reigns no Money in the Bank. Enquanto isso, os críticos se perguntavam se a WWE estava "deixando dinheiro na mesa" ao não considerar Rollins como um face e Reigns como um heel, já que isso era o oposto do que os fãs queriam (os fãs estavam torcendo por Rollins e vaiando Reigns).
No episódio do Raw de 30 de maio, John Cena voltou após se recuperar de uma lesão no ombro que o deixou fora de ação por cinco meses. AJ Styles então apareceu para recebê-lo de volta até que Luke Gallows e Karl Anderson, ex-companheiros de equipe de Styles do The Club (que havia se separado na semana anterior no Raw) apareceram procurando por uma briga. Cena e Styles se prepararam para brigar com eles, até que Styles atacou Cena ao lado de Gallows e Anderson, virando um heel reformando o The Club no processo. Em 3 de junho, uma luta entre Cena e Styles foi agendada para o Money in the Bank, que a WWE rotulou como uma "WrestleMania Dream Match". No episódio de 13 de junho do Raw, Cena apresentou a Styles dois contratos: um permitindo que Gallows e Anderson ficassem em seu canto, o outro os banindo para que eles pudessem lutar sem interrupções, e Styles escolheu o último.
O vencedor da luta de escadas do Money in the Bank ganharia um contrato que garante uma luta pelo WWE World Heavyweight Championship a qualquer momento no próximo ano. No episódio de 23 de maio do Raw, Sami Zayn, Cesaro, Chris Jericho, Dean Ambrose e Kevin Owens se classificaram para a luta ao derrotarem Sheamus, The Miz , Apollo Crews, Dolph Ziggler e AJ Styles, respectivamente. No episódio de 26 de maio do SmackDown, Alberto Del Rio derrotou Zack Ryder para se qualificar para a luta.
No Payback, a luta final do torneio para determinar os desafiantes #1 ao WWE Tag Team Championship, colocando The Vaudevillains (Aiden English e Simon Gotch) contra Enzo e Cass, terminou em no contest depois que Enzo Amore sofreu uma concussão. Posteriormente, os Vaudevillains desafiaram os campeões The New Day no Extreme Rules mas foram derrotados. No episódio de 30 de maio do Raw, durante uma revanche entre The Vaudevillains e The New Day, Luke Gallows e Karl Anderson atacaram o New Day. Na semana seguinte no Raw, The Vaudevillains derrotaram Enzo & Cass por desqualificação. Mais tarde naquela noite, Gallows e Anderson derrotaram The New Day. Pegando uma ideia de Teddy Long, Stephanie McMahon escalou as quatro equipes em uma luta no Money in the Bank em uma luta Fatal 4-Way pelo WWE Tag Team Championship.
No episódio de 26 de maio do SmackDown, depois que Rusev derrotou Kalisto para reter o United States Championship, Titus O'Neil apareceu para ajudar Kalisto quando Rusev se recusou a quebrar sua finalização no Accolade. No Raw de 30 de maio, após derrotar Zack Ryder, Rusev começou a insultar a multidão e se declarou um "verdadeiro herói americano", levando O'Neil a aparecer e dar um soco em Rusev. Em 8 de junho, uma luta entre O'Neil e Rusev pelo United States Championship foi agendada para o Money in the Bank. No episódio de 13 de junho do Raw, Titus O'Neil saiu para sua luta quando Rusev o atacou no palco e aplicou o Accolade, enquanto os oficiais da WWE tentavam tirar Rusev de O'Neil.
No Extreme Rules, a Campeã Feminina da WWE Charlotte derrotou Natalya devido à distração de Dana Brooke que estava vestida como Ric Flair. No episódio de 23 de maio do Raw, Charlotte se voltou contra seu pai, Ric Flair, alegando que ele não era mais necessário e, portanto, alinhou-se com Dana Brooke como sua protegida. No episódio de 26 de maio do SmackDown, Natalya derrotou Brooke por desqualificação. Em 30 de maio no episódio do Raw, depois que Brooke derrotou Natalya, Becky Lynch apareceu para ajudar Natalya. No SmackDown de 2 de junho, Lynch derrotou Charlotte por desqualificação. No episódio de 9 de junho do SmackDown, Lynch derrotou Brooke. Em 13 de junho, uma luta entre Charlotte e Brooke contra Natalya e Lynch foi agendada para o Money in the Bank.
No pré-show do Extreme Rules, Baron Corbin derrotou Dolph Ziggler em uma luta sem desqualificação depois de usar deliberadamente um golpe baixo antes de aplicar um End of Days. Na noite seguinte no Raw, Ziggler desafiou Corbin para uma "luta técnica" na próxima semana no Raw, que Corbin aceitou. Na edição de 30 de maio do Raw, Ziggler foi desqualificado após acertar deliberadamente Corbin com um golpe baixo como retaliação pelo que aconteceu no Extreme Rules. Em 17 de junho, outra luta entre os dois foi agendada para o Money in the Bank.
No episódio de 23 de maio do Raw, a frustração de perder sua luta de qualificação para o Money in the Bank para Sami Zayn no início da noite, Sheamus atacou Apollo Crews durante uma entrevista nos bastidores com Renee Young, dizendo a Crews que ele está cansado de promover a "Nova Era e que ninguém iria substituí-lo, levando Crews a perder sua luta de qualificação para o Money in the Bank para Chris Jericho mais tarde no show. No episódio de 9 de junho do SmackDown, nos bastidores assistindo ao filme Teenage Mutant Ninja Turtles: Out of the Shadows, Sheamus se gabou para Zack Ryder, Goldust, R-Truth e Summer Rae sobre como ele era ótimo e como todos deveriam estar esperando por ele e como ele é uma estrela da lista A, levando Apollo Crews a confrontar Sheamus e socá-lo, enviando Sheamus para uma série de caixas de papelão atrás dele. No episódio de 13 de junho do Raw, depois de derrotar Zack Ryder, Sheamus continuou a atacar ferozmente Ryder, fazendo com que Crews surgisse para ajudar Ryder. Em 17 de junho, uma luta entre os dois foi agendada para o Money in the Bank.
Depois que Goldust substituiu R-Truth por Fandango como seu parceiro de dupla em sua luta no torneio de duplas para definir os desafiantes #1 no episódio de 14 de abril do SmackDown, R-Truth encontrou um novo parceiro em Tyler Breeze. Após a vitória em lutas individuais no Raw por Breeze sobre Goldust e R-Truth sobre Fandango, os dois times se enfrentaram no episódio de 12 de maio do SmackDown; Tyler Breeze e R-Truth derrotaram Golddust e Fandango quando Fandango se voltou contra seu parceiro. Após a luta, Fandango e Breeze continuaram a atacar Goldust, que foi resgatado por R-Truth. Depois que Breezango (nome da dupla de Breeze e Fandango) derrotaram Golden Truth (Goldust e R-Truth) em 16 de maio e no episódio do Raw de 26 de maio, uma terceira luta entre as duas equipes foi agendada para junho 17 para o pré-show do Money in the Bank.
Em 17 de junho, uma luta entre The Lucha Dragons e The Dudley Boyz foi marcada para o pré-show do Money in the Bank.

## Evento
| Função:                   | Nome:                          |
| ------------------------- | ------------------------------ |
| Comentaristas em inglês   | Michael Cole (PPV)             |
| Comentaristas em inglês   | John "Bradshaw" Layfield (PPV) |
| Comentaristas em inglês   | Byron Saxton (PPV + Pre-show)  |
| Comentaristas em inglês   | Mauro Ranallo (Pre-show)       |
| Comentaristas em espanhol | Carlos Cabrera                 |
| Comentaristas em espanhol | Marcelo Rodríguez              |
| Comentaristas em alemão   | Carsten Schaefer               |
| Comentaristas em alemão   | Sebastian Hackl                |
| Anunciadoras de ringue    | Lilian Garcia                  |
| Anunciadoras de ringue    | JoJo                           |
| Árbitros                  | Charles Robinson               |
| Árbitros                  | John Cone                      |
| Árbitros                  | Mike Chioda                    |
| Árbitros                  | Jason Ayers                    |
| Árbitros                  | Rod Zapata                     |
| Árbitros                  | Darrick Moore                  |
| Árbitros                  | Ryan Tran                      |
| Entrevistador             | Tom Phillips                   |
| Painel do pré-show        | Renee Young                    |
| Painel do pré-show        | Corey Graves                   |
| Painel do pré-show        | Lita                           |
| Painel do pré-show        | Booker T                       |

### Pré-show
Durante o pré-show do Money in the Bank, Golden Truth (Goldust e R-Truth) enfrentaram Breezango (Tyler Breeze e Fandango). O Breezango sofreu com casos de queimaduras solares, que os adversários exploraram ao longo da luta. O fim veio quando Goldust executou um Final Cut em Fandango para vencer a luta.
Mais tarde, os Lucha Dragons (Kalisto e Sin Cara) lutaram contra os Dudley Boyz (Bubba Ray Dudley e D-Von Dudley). No final, Kalisto executou um Salida Del Sol em Bubba Ray, seguido por um Swanton Bomb de Sin Cara para vencerem a luta.

### Lutas preliminares
O pay-per-view começou com The New Day (Big E e Kofi Kingston) defendendo o WWE Tag Team Championship contra Luke Gallows e Karl Anderson, Enzo e Cass, e The Vaudevillains (Aiden English e Simon Gotch) em uma luta Fatal 4- Way de duplas. A luta terminou com Big E e Kingston executando o Midnight Hour em Anderson e imobilizando English para reter o título.
Em seguida, Baron Corbin enfrentou Dolph Ziggler. No final, Corbin executou um End of Days em Ziggler para a vitória.
Depois disso, Charlotte e Dana Brooke enfrentaram Natalya e Becky Lynch. O fim veio quando Charlotte executou um Natural Selection em Natalya para vencer a luta. Após a luta, Becky tentou consolar Natalya, que respondeu atacando Becky, tornando-se uma heel.
Na quarta luta, o Apollo Crews enfrentou Sheamus. No final, Sheamus executou um White Noise da corda superior para uma contagem de dois. Crews pinou Sheamus com um Crucifixo para vencer.
Na quinta luta, AJ Styles enfrentou John Cena. Durante a luta, os dois lutadores conseguiram executar seus respectivos movimentos de finalização - Cena o Attitude Adjustment e Styles o Styles Clash - mas em ambos os casos o oponente fez o kick out em dois. Styles aplicou um Calf Crusher em Cena e Cena aplicou um STF em Styles, mas nenhum dos dois se entregou. Cena executou um segundo Attitude Adjustment em Styles, mas no processo derrubou acidentalmente o árbitro. Karl Anderson e Luke Gallows interferiram, executaram um Magic Killer em Cena e colocaram Styles em cima dele. O árbitro, que não havia testemunhado nada, se recuperou e contou a vitória por pinfall para Styles.
Em seguida foi a luta de escadas do Money in the Bank, envolvendo Dean Ambrose, Alberto Del Rio, Cesaro, Chris Jericho, Kevin Owens e Sami Zayn. O final viu Ambrose puxar Owens contra uma escada, jogando Owens em uma escada entre outra escada e o canto do ringue, e desenganchar a pasta para ganhar a luta e o contrato para uma luta pelo WWE World Heavyweight Championship.
Na sétima luta, Rusev defendeu o United States Championship contra Titus O'Neil. Rusev forçou O'Neil a se submeter ao Accolade para reter o título.

### Evento principal

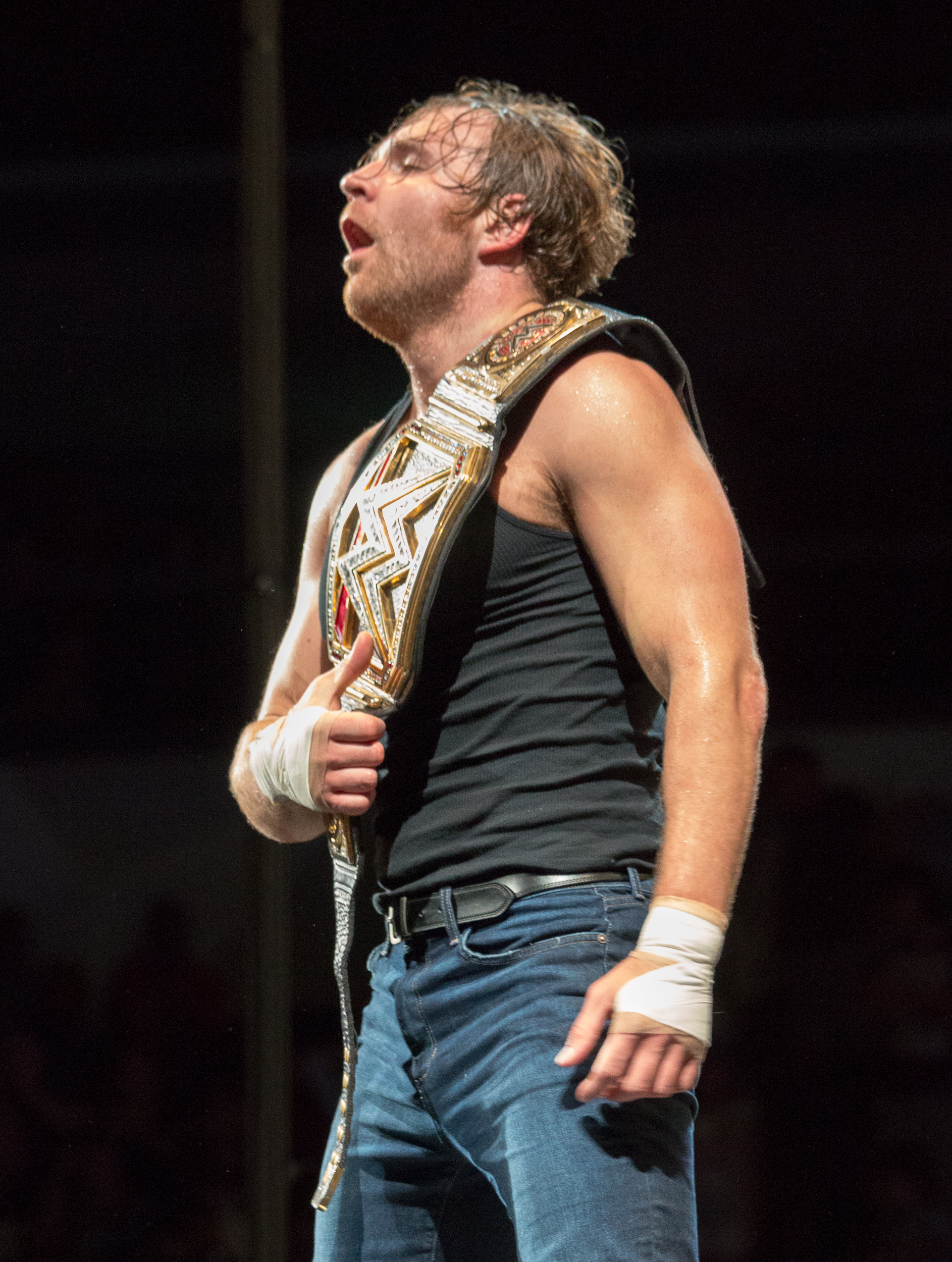
Dean Ambrose venceu e usou o contrato do Money in the Bank na mesma noite para vencer o WWE World Heavyweight Championship

No evento principal, Roman Reigns defendeu o WWE World Heavyweight Championship contra Seth Rollins. Reigns executou dois Superman Punches, mas nas duas vezes Rollins fez o kick out. Reigns colidiu com a barricada quando ele tentou aplicar um Spear em Rollins fora do ringue, levando a equipe médica a verificar Reigns. Rollins tentou um Pedigree em Reigns, que respondeu com um Spear em Rollins. Como o árbitro também havia sido derrubado, Rollins conseguiu fazer o kick out em dois. No final, Reigns tentou outro Spear, mas Rollins respondeu com um Pedigree em Reigns para uma contagem de dois. Rollins executou um segundo Pedigree para vencer a luta e o título.
Após a luta, a música de entrada de Dean Ambrose começou a tocar, Rollins antecipou que ele iria aparecer na rampa, mas em vez disso Ambrose apareceu atrás de Rollins e o atingiu com a maleta do Money in the Bank. Ambrose então usou seu contrato do Money in the Bank, executou Dirty Deeds em Rollins e o imobilizou para vencer o título.

## Depois do evento
Na noite seguinte ao Money in the Bank, Roman Reigns e Seth Rollins lutaram no Raw por uma futura chance pelo título mundial de Dean Ambrose, que foi encurtado para ser chamado de WWE Championship. A luta terminou em uma contagem dupla, então Ambrose concordou em enfrentar os dois, e Shane McMahon organizou uma luta triple threat pelo WWE Championship no Battleground. Em 21 de junho, dois dias após o Money in the Bank, Roman Reigns foi suspenso por 30 dias por violar o Programa de Bem-Estar da WWE, que usa testes de drogas para detectar abuso de substâncias. A Pro Wrestling Torch e a TheWrap relataram que a WWE sabia da violação de Reigns antes do Money in the Bank, levando Reigns a perder seu título mundial no evento. A WWE continuou a anunciar Reigns como parte do evento principal do Battleground. Em julho, Ambrose defendeu com sucesso o título em duas lutas individuais contra Rollins no Raw e SmackDown antes do Battleground. Em 19 de julho no WWE Draft de 2016, Ambrose foi draftado para o SmackDown, trazendo o WWE Championship com ele, enquanto Rollins e Reigns foram draftados para o Raw. Em 24 de julho no Battleground, Ambrose derrotou Rollins e Reigns ao imobilizar o último para manter o título.

## Resultados
| Nº                                          | Resultados | Estipulações | Tempo |
| ------------------------------------------- | --- | --- | ----- |
| Pré- show                                   | Golden Truth (Goldust e R-Truth) derrotaram Breezango (Tyler Breeze e Fandango) | Luta de duplas | 5:06  |
| Pré- show                                   | The Lucha Dragons (Kalisto e Sin Cara) derrotaram The Dudley Boyz (Bubba Ray Dudley e D-Von Dudley)                                                                                         | Luta de duplas | 8:48  |
| 1                                           | The New Day (Big E e Kofi Kingston) (com Xavier Woods) (c) derrotaram The Club (Luke Gallows e Karl Anderson), Enzo Amore e Colin Cassady e The Vaudevillains (Aiden English e Simon Gotch) | Luta de quatro duplas pelo WWE Tag Team Championship                                                                | 11:43 |
| 2                                           | Baron Corbin derrotou Dolph Ziggler | Luta individual | 12:25 |
| 3                                           | Charlotte e Dana Brooke derrotaram Natalya e Becky Lynch | Luta de duplas | 7:00  |
| 4                                           | Apollo Crews derrotou Sheamus | Luta individual | 8:36  |
| 5                                           | AJ Styles derrotou John Cena | Luta individual Luke Gallows e Karl Anderson estavam banidos do entorno do ringue.                                  | 24:10 |
| 6                                           | Dean Ambrose derrotou Kevin Owens, Sami Zayn, Cesaro, Chris Jericho e Alberto Del Rio | Luta de escadas do Money in the Bank por um contrato para uma luta pelo WWE World Heavyweight Championship          | 21:38 |
| 7                                           | Rusev (c) (com Lana) derrotou Titus O'Neil por submissão | Luta individual pelo WWE United States Championship                                                                 | 8:30  |
| 8                                           | Seth Rollins derrotou Roman Reigns (c) | Luta individual pelo WWE World Heavyweight Championship                                                             | 26:00 |
| 9                                           | Dean Ambrose derrotou Seth Rollins (c) | Luta individual pelo WWE World Heavyweight Championship Ambrose fez o cash-in de seu contrato do Money in the Bank. | 0:09  |
| (c) – Refere-se aos campeões antes da luta. | | |       |